# Варнум, Чарльз
Чарльз Альберт Варнум (англ. Charles Albert Varnum; 21 июня 1849 — 26 февраля 1936) — офицер армии США, участник Индейских войн, Филиппино-американской и Первой мировой войн. За свои действия во время Войны Пляски Духов был награждён Медалью Почёта, высшей военной наградой Соединённых Штатов. Варнум был последним выжившим офицером армии США из тех, кто участвовал в битве при Литл-Бигхорне.